# Atholus tetricus
Atholus tetricus är en skalbaggsart som först beskrevs av Lewis 1902.  Atholus tetricus ingår i släktet Atholus och familjen stumpbaggar. Inga underarter finns listade i Catalogue of Life.